# Karsten Müller
Karsten Müller (nascut a Hamburg el 23 de novembre de 1970), és un jugador i escriptor d'escacs alemany, que té el títol de Gran Mestre des de 1998. Müller, que el 2002 va aconseguir el seu doctorat en Matemàtiques per la Universitat d'Hamburg, és un reputat finalista.
Tot i que roman inactiu des de gener de 2016, a la llista d'Elo de la FIDE del desembre de 2021, hi tenia un Elo de 2532 punts, cosa que en feia el jugador número 33 (en actiu) d'Alemanya. El seu màxim Elo va ser de 2558 punts, a la llista de gener de 1999 (posició 179 al rànquing mundial).

## Resultats destacats en competició
Els seus millors resultats s'han produït a Alemanya: el 1996 fou tercer al Campionat d'Alemanya celebrat a Dudweiler (el campió fou Matthias Wahls), i fou segon el 1997 a Gladenbach, (empatat amb Christopher Lutz i rere el campió Matthias Wahls).

### Escriptor d'escacs
És una autoritat dels finals i autor dels llibres Fundamental Chess Endings (Everyman 2000) i Secrets of Pawn Endings (Gambit 2001), ambdós juntament amb Frank Lamprecht, i Magic of Chess Tactics juntament amb el Mestre de la FIDE Claus Dieter Meyer (Russell Enterprises 2003). La seva columna "Endgame Corner" ha aparegut a Chess Cafe des de gener de 2001 i ha estat un contribuent regular a la revista ChessBase des de 1997.

## Llibres
- Müller, Karsten; Lamprecht, Frank. Fundamental chess endings (en anglès).  Gambit Publications, 2001. ISBN 1-901983-53-6.
- Müller, Karsten; Lamprecht, Frank. Secrets of Pawn Endings (en anglès).  Gambit Publications, 2007. ISBN 978-1-904600-88-6.